# Fosfato de dinucleótido de nicotinamida e adenina
A nicotinamida adenina dinucleótido fosfato ou fosfato de dinucleotídeo de adenina e nicotinamida (NADP), ou, em notação mais antiga, TPN (triphosphopyridine nucleotide, nucleotídeo de trifosfopiridina), é uma coenzima semelhante à nicotinamida adenina dinucleótido. É o aceptor de elétrons nas reações da via das pentoses-fosfato e na transformação de malato em piruvato pela ação da enzima málica, havendo redução de NADP+ a NADPH. É um cofator usado em reações anabólicas, tais como o ciclo de Calvin e síntese de lípidos e ácidos nucleicos, a qual requer NADPH como um agente redutor. É usado por todas as formas de vida celular.
Está envolvida nas vias de síntese de ácidos graxos e glicerol.
NADPH é forma reduzida de NADP+. NADP+ difere de NAD+ na presença de um grupo fosfato adicional na posição 2' do anel ribose que transporta o grupamento adenina. Este fosfato extra é adicionado por NAD+ quinase e removido por NADP+ fosfatase.

## Biossíntese

### NADP+
Em geral, NADP+ é sintetizado antes de NADPH ser. Essa reação geralmente começa com NAD+ a partir de novo caminho ou por caminho de resgate, com  NAD+ quinase adicionando o grupo fosfato extra. NAD(P)+ nucleosidase permite a síntese de nicotinamida no caminho de resgate, e NADP+ fosfatase pode converter NADPH novamente a NADH mantendo o balanço. Algumas formas de NAD+ quinase, notadamente na mitocôndria, também pode aceitar o NADH para transformá-lo diretamente em NADPH. A via procariótica é menos bem compreendida, mas com todas as proteínas semelhantes, o processo deve funcionar de maneira semelhante.

### NADPH
NADPH é produzido a partir de NADP+. A principal fonte de NADPH em animais e outros organismos não fotossintéticos é a via das pentoses-fosfato, por glicose-6-fosfato desidrogenase (G6PDH) na primeira etapa. A via da pentose fosfato também produz pentose, outra parte importante da NAD(P)H, de glicose. Algumas bactérias também usam G6PDH para a via Entner–Doudoroff, mas a produção de NADPH continua a mesma.
Ferredoxina-NADP redutase, presente em todos os domínios da vida, é uma importante fonte de NADPH em organismos fotossintéticos, incluindo plantas e cianobactérias. Aparece no último passo da cadeia de elétrons das reações de luz da fotossíntese.  É usado como poder redutor para as reações biossintéticas no ciclo de Calvin para assimilar o dióxido de carbono e ajudar a transformar o dióxido de carbono em glicose. Tem funções na aceitação de elétrons em outras vias não fotossintéticas, assim como: é necessário na redução de nitrato em amônia para assimilação de plantas no ciclo do nitrogênio e na produção de óleos.
Existem vários outros mecanismos menos conhecidos de geração de NADPH, todos os quais dependem da presença de mitocondria em eucariotos.  As principais enzimas nesses processos relacionados ao metabolismo do carbono são isoformas ligadas a NADP de enzima málica, isocitrato deidrogenase (IDH), e glutamato deidrogenase.  Nessas reações, NADP+ age como NAD+ em outras enzimas como agente oxidante. O mecanismo da isocitrato desidrogenase parece ser a principal fonte de NADPH nas células adiposas e possivelmente também no fígado.  Esses processos também são encontrados em bactérias. As bactérias também podem usar um agente dependente de NADP gliceraldeído 3-fosfate deidrogenase para o mesmo propósito. Como a via da pentose fosfato, essas vias estão relacionadas a partes da glicólise.
NADPH também pode ser gerado por caminhos não relacionados ao metabolismo do carbono. A ferredoxina redutase é um exemplo.  Nicotinamida nucleotídeo transidrogenase transfere o hidrogênio entre NAD(P)H e NAD(P)+, e é encontrado nas mitocôndrias eucarióticas e em muitas bactérias. Existem versões que dependem de um gradiente de prótons para trabalhar e outras que não. Alguns organismos anaeróbicos usam NADP+-ligada hidrogenase, rompendo um hidreto de gás hidrogênio para produzir um próton e NADPH.

## Função
O NADPH fornece os equivalentes redutores para reações biossintéticas e a oxidação-redução envolvido na proteção contra a toxicidade de espécies reativas de oxigênio (abreviadas na literatura em inglês como ROS, reactive oxygen species), permitindo a regeneração de glutationa (GSH). NADPH também é usada por vias anabólicas, tais comos síntese do colesterol e alongamento da cadeia de ácidos graxos.
O sistema NADPH também é responsável por gerar radicais livres nas células imunológicas por NADPH oxidase.  Esses radicais são usados para destruir patógenos em um processo denominado explosão respiratória.